# Allegoria sacra
L'Allegoria sacra è un dipinto olio su tavola (73x119 cm) di Giovanni Bellini, databile tra il 1490 e il 1500 circa e conservato nella Galleria degli Uffizi a Firenze. È una delle opere più enigmatiche e misteriose dell'artista e del Rinascimento in generale, a causa delle difficoltà nell'assegnare un significato esatto al soggetto.

## Storia
Non esiste documentazione circa la commissione e la collocazione originaria dell'opera, che si trovava nel XVIII secolo nelle Collezioni imperiali di Vienna. Nel 1793 il direttore degli Uffizi Luigi Lanzi, desideroso di arricchire organicamente le collezioni della galleria fiorentina con un'opera importante che rappresentasse la scuola veneziana, propose un normale scambio di opere, che venne accettato. L'Allegoria arrivò così a Firenze, con l'attribuzione però a Giorgione.
Fu Cavalcaselle il primo a restituire l'opera al Bellini (1871), oggi unanimemente accettata, nonostante in passato si fosse fatto anche il nome di Marco Basaiti (Morelli).
Le proposte di datazione oscillano tra il 1487 e il 1504. Quelle più tarde legano l'opera al dipinto che Isabella d'Este chiese al Bellini per il suo studiolo, un'ipotesi alquanto remota per le dimensioni incongrue e l'assenza di documentazione.

## Descrizione

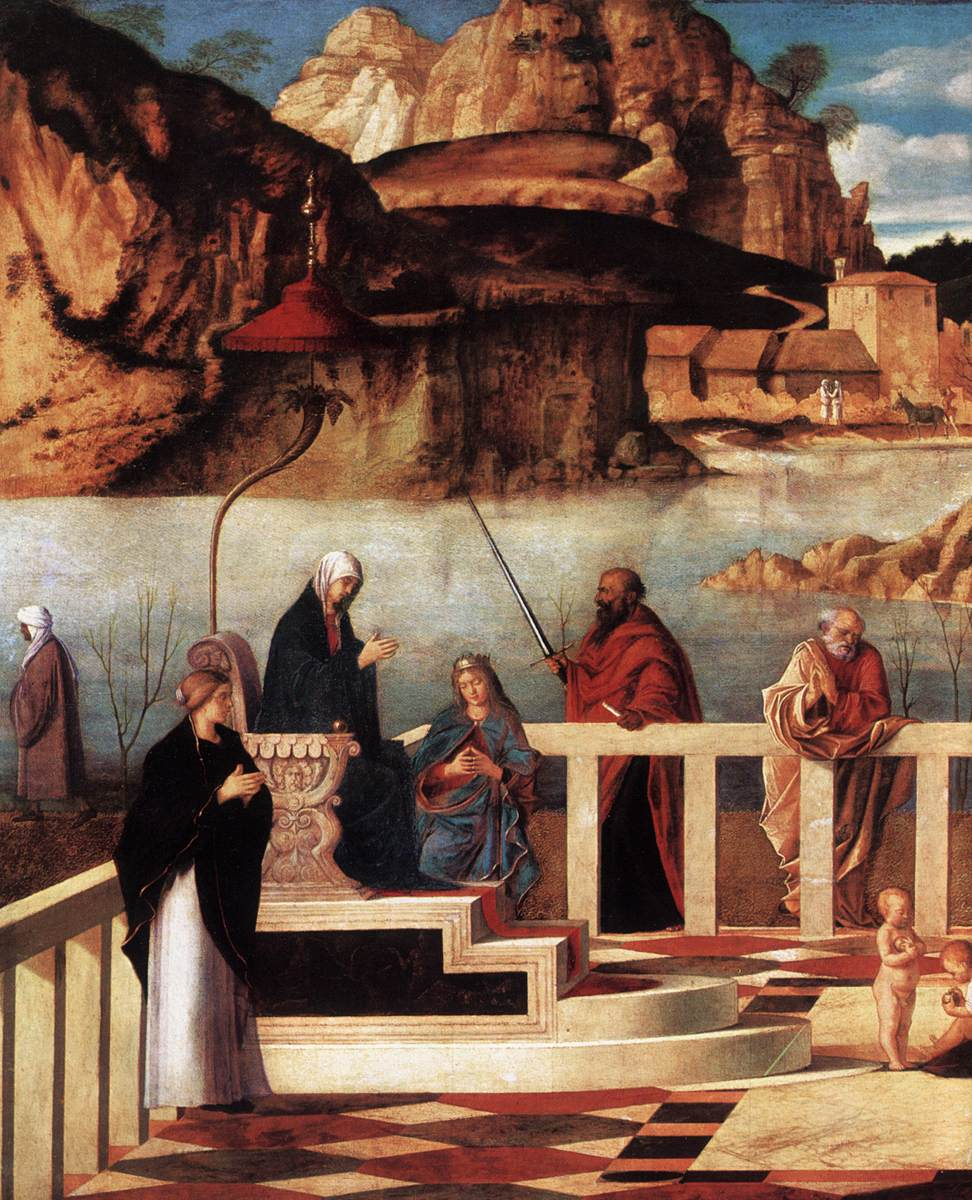
Dettaglio

La scena è ambientata in prospettiva, dentro un'ampia terrazza con un pavimento marmoreo policromo, separata dalla riva di un lago da una balaustra. A sinistra si riconosce Maria in trono, sotto un baldacchino con asta a forma di cornucopia (simbolo della sua funzione genitrice), e con quattro gradini ai piedi, sul cui lato si trova un fregio con scene del mito di Marsia, interpretato come un parallelo della Passione di Gesù.
Accanto ad essa si trovano due figure femminili non identificate, forse due sante o due Virtù. Una delle due sembra sospesa in aria, ma ciò potrebbe essere anche dovuto a una caduta del colore in corrispondenza delle gambe e dei piedi. Al centro si trovano quattro bambini che giocano con un alberello e con i suoi frutti argentei, forse l'albero della conoscenza, fonte di vita e sapienza. A destra si incontrano due santi facilmente identificabili dagli attributi: Giobbe e Sebastiano. Fuori dal recinto, appoggiati alla balaustra, si trovano poi san Giuseppe con le mani giunte in adorazione del bambino seduto sul cuscino, e san Paolo di Tarso con il suo attributo iconografico della spada, che tiene alzata avanzando verso sinistra, nell'atto di scacciare un uomo con un turbante che si allontana, voltandogli le spalle. Bellini in questa scena ha dipinto una raffigurazione della punizione del mago ebreo Elimas, diventato cieco e costretto a vagare nel buio, dopo aver contestato san Paolo durante la sua predicazione a Cipro, al cospetto del proconsole Sergio Paolo. Oltre un ampio lago si vede poi un vasto paesaggio, caratterizzato da speroni rocciosi a picco sull'acqua e popolato da uomini e animali (due viandanti con un asino, e una coppia, chiarissima, quasi illuminata di luce propria), con edifici costruiti nella vegetazione (un villaggio, una rocca sullo sfondo). Tra le figure si notano sulla riva un eremita con una croce in una grotta sulla riva (sant'Antonio Abate?), un pastore addormentato tra le sue pecore in un'altra grotta e un centauro.

### Interpretazioni
Il significato esatto del dipinto non è stato ancora completamente svelato, sebbene siano state fatte varie ipotesi. Sicuramente ciò manifesta come questo tipo di opere fosse destinato a un'élite raffinata e preparata culturalmente, in grado di cogliere ogni sottigliezza.
Ludwig, agli inizi del XX secolo, fornì un'ingegnosa interpretazione, che vedeva nel dipinto una trascrizione pittorica del poemetto francese della prima metà del XIV secolo il Pèlegrinage de l'âme (Pellegrinaggio dell'anima) di Guillaume de Deguileville. Si tratterebbe quindi di un ideale percorso di purificazione e santificazione dell'anima. Il pastore eremita sarebbe sant'Antonio Abate, che scende dal suo eremo nel percorso spirituale ispirato al primo eremita san Paolo, e supera diversi ostacoli tra cui anche il centauro che lo aspetta alla fine della scala. La terrazza sarebbe il giardino del Paradiso, dove le anime del Purgatorio, rappresentate dai fanciullini, sostano prima di venire ammesse in cielo. Maria, avvocata degli uomini presso Dio, giudica i progressi delle anime aiutata dalla Giustizia coronata. Tra i fanciullini, che giocano con i pomi mistici, quello attaccato all'albero sarebbe un'anima chiamata alla beatitudine eterna. I due santi in piedi a destra sarebbero gli intercessori o patroni, magari legati ai committenti, mentre i due dietro la balaustra sarebbero Pietro e Paolo, che sorvegliano il cancello di accesso al recinto. Il fiume sarebbe il Lete, che circonda il Paradiso terrestre, mentre gli animali simboleggerebbero le virtù dell'eremita: il mulo per la pazienza, la pecora per l'umiltà. Il centauro invece sarebbe il simbolo dei richiami del mondo, che ostacolano la via verso la virtù.
L'interpretazione venne contestata da Rasmo, che propose invece una lettura più generica come "Sacra Allegoria", cioè una semplice sacra conversazione, girata di 90 gradi. Altri leggono il fanciullo sul cuscino con Gesù Bambino, dando al dipinto il significato di una meditazione sul mistero dell'Incarnazione o della Redenzione (Robertson). Oppure potrebbe trattarsi di un'allegoria delle quattro figlie di Dio, Misericordia, Giustizia, Pace e Carità (Verdier), o ancora una visione del Paradiso (Braunfels).

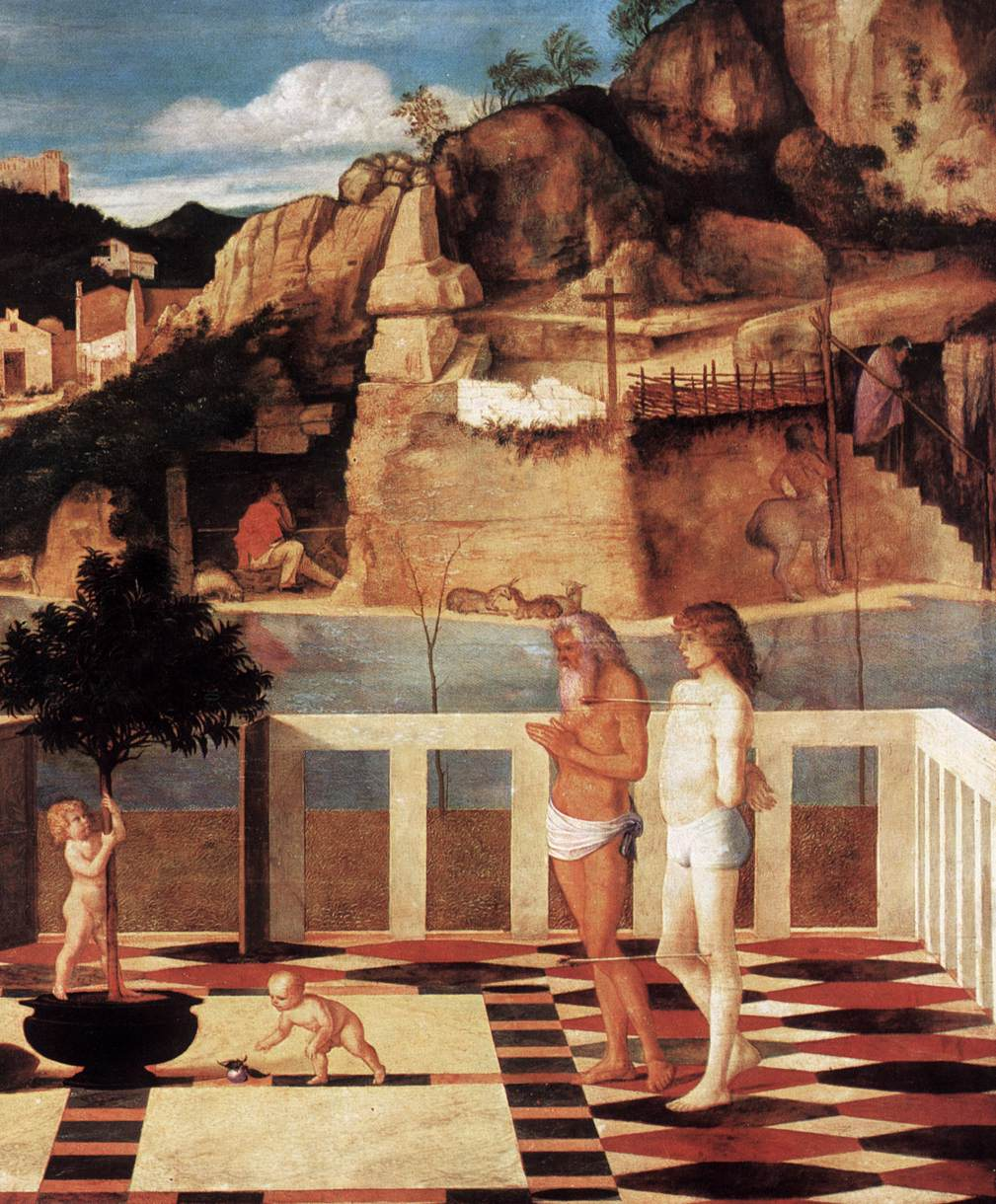
Dettaglio

## Stile
Il paesaggio riveste un ruolo importante, autentica passione della pittura veneziana da Bellini in poi. Attraverso una sapiente modulazione di luce e colore le figure sono modellate senza l'aiuto visibile del disegno. Le linee di contorno infatti scompaiono e i soggetti appaiono così come corpi fatti unicamente di luce e colore, tipici elementi della prospettiva cromatica veneta. L'atmosfera è infatti impregnata di luce dorata, il naturalismo sottile e totale, il colore ricco e sfumato. Sebbene però vi si leggano i sintomi della nuova visione paesaggistica cinquecentesca, lo schema usato dal pittore è ancora tradizionale, legato a una costruzione razionale e controllata dell'insieme di matrice quattrocentesca.